# Buyelwa Sonjica
Buyelwa Patience Sonjica, née le 23 mars 1950, est une femme politique sud-africaine qui a servi en tant que Ministre de l'Environnement de mai 2009 à novembre 2010,.

## Jeunesse
Sonjica est diplômée de l'université Vista et de l'Université Rhodes. Elle a travaillé comme étudiante infirmière et enseignante.

## Politique
En 1976/77 elle est impliquée dans la politique étudiante à East London. Elle était active contre le régime de l'Apartheid dans l'UDF et le SADTU lorsque le Congrès National Africain était illégale en Afrique du Sud. Après la réadmission de l'ANC, elle est devenue active à Port Elizabeth.
Depuis les Élections générales sud-africaines de 1994, Sonjica est un membre du Parlement d'Afrique du Sud, et elle a été ministre déléguée au Ministère des Arts et de la Culture. En 2004, elle a été nommée Ministre de l'Environnement, en 2006, en tant que Ministre des Mines et de l'Énergie, et en 2009 en tant que Ministre de l'Environnement.